# 拉德爾斯米爾斯 (肯塔基州)
拉德爾斯米爾斯（英語：Ruddels Mills）是位於美國肯塔基州波旁縣的一個非建制地區。

## 地理
拉德爾斯米爾斯所處的海拔為高於海平面233米（即764英呎），而該地所採用的時區為UTC-5，即北美東部時區（EST）。同時該地設有夏令時間，為UTC-5調快一小時，即UTC-4（EDT）。